# Виралакшми
Виралакшми (кхмер. វីរលក្ឝ្មី), также упоминается как Нарпатиндралакшми — королева-консорт Ангкорской империи, супруга короля Сурьявармана I. Имя «Виралакшми» в переводе на русский язык означает «удача Виры».

## Биография
Виралакшми упоминается как родственница Харшавармана I, однако кем именно она ему приходится не уточняется. В любом случае она была членом камратемана или элиты государства Враи Канлонг, «леса канлонга», а также сестрой Нарапатиндравармана и Бхуванадитьи. Возможно, она была дочерью Джайавиравармана или сестрой Харшавармана I и Ишанавармана II.
Сурьяварман I, когда сделал предложение руки и сердца Виралакшми, предложил ей «тиару, серьги, одежду из золота и всевозможные украшения, а также крытый паланкин из золота». Братья Виралакшми — Нарапатиндраварман и Бхуванадитья, — получили значительные привилегии, а последний стал принцем Ванапура. Считается, что этот брак очень помог Сурьяварману I занять трон. 
В 1050 году Сурьяварману I наследовал Удаядитьяварман II, которым, возможно, был Бхуванадитья — младший брат Виралакшми. Возможно, Виралакшми была матерью или тетей по отцовской линии королевы Виджаендралакшми.